# 格尼機場
格尼機場（英文：Gurney Airport）是一個位於巴布亞新畿內亞米爾恩灣省阿洛陶之民用機場。
2008年12月，巴布亞新畿內亞交通和民航部長Don Polye宣佈Skyworld航空公司已獲准經營直飛航班從澳洲凯恩斯至格尼機場

## 歷史
機場由美軍工程師基本維修第96隊建造。

## 設施
機場位於海拔88英呎(27米)。有一條長1,690米的柏油跑道。

## 航空公司及目的地
- 紐吉尼航空 (莫爾茲比港)
- 巴布亞新畿內亞航空 (洛蘇亞，米西馬島，莫爾茲比港)

## 備註
1. ↑  AYGN機場資料由DAFIF提供(2006年10月生效)
2. ↑  格尼機場 （页面存档备份，存于）巴布亞新幾內亞.八卦博客.2008年12月17日。